# Chiesa di San Martino Vescovo (San Martino al Tagliamento)
La chiesa di San Martino Vescovo è la parrocchiale di San Martino al Tagliamento, in provincia di Pordenone e diocesi di Concordia-Pordenone; fa parte della forania di Spilimbergo.

## Storia
La prima citazione di una chiesa a San Martino al Tagliamento risale al 1319. Questa chiesetta fu sostituita da un'altra nel 1505. Qualche anno dopo, nel 1518, fu realizzato da Giovanni Antonio de' Sacchis l'affresco di San Cristoforo.
Il restauro del campanile risale al 1647. 
Nel 1867 cominciarono i lavori di rifacimento della chiesa, conclusi nel 1895.

## Interno
Opere di rilievo situate all'interno della chiesa sono il fonte battesimale, opera di Baldassarre da Meduno, una pala raffigurante la Madonna del Rosario e i Santi Sebastiano, Francesco d'Assisi e Rocco e il cinquecentesco crocifisso ligneo di Antonio Tironi.